# Vòng loại UEFA Champions League 2007–08
Vòng loại UEFA Champions League 2007–08 bắt đầu vào ngày 17 tháng 7 năm 2007. Sau ba vòng loại chọn ra 16 câu lạc bộ tham gia vòng đấu bảng.

## Vòng loại thứ nhất
76 đội bóng từ 53 liên đoàn bóng đá thành viên của UEFA tham dự vòng loại năm nay. Mỗi liên đoàn tham gia có số CLB được dự vòng loại Champions League dựa vào Hệ số UEFA của mỗi giải vô địch quốc gia nội địa của mình; các liên đoàn có hệ số càng cao sẽ được cử càng nhiều CLB tham dự vòng loại Champions League và ngược lại, nhưng không liên đoàn nào được có quá 4 đội tham gia. Tất cả các liên đoàn đều chắc chắn có một đội tham dự, trừ trường hợp của Liechtenstein vì các Câu lạc bộ của liên đoàn bóng đá nước này tranh tài trong hệ thống giải của Thụy Sĩ nhưng không có đội bóng nào có mặt trong giải hạng mạnh nhất của Thụy Sĩ cả. Một quốc gia mới có giải vô địch tham dự năm nay là: Montenegro, sau khi Serbia và Montenegro tan rã. Các đội vô địch từ San Marino và Andorra cũng bắt đầu góp mặt từ giải lần này. Dưới đây là các đội bóng tham dự vòng loại.
| Đội 1            | TTS     | Đội 2          | Lượt đi | Lượt về   |
| ---------------- | ------- | -------------- | ------- | --------- |
| Khazar Lenkoran  | 2–4     | Dinamo Zagreb  | 1–1     | 1–3 (aet) |
| APOEL            | 2–3     | BATE Borisov   | 2–0     | 0–3 (aet) |
| Sheriff Tiraspol | 5–0     | Rànger's       | 2–0     | 3–0       |
| FH               | 4–1     | HB             | 4–1     | 0–0       |
| The New Saints   | 4–4 (a) | Ventspils      | 3–2     | 1–2       |
| Pobeda           | 0–1     | Levadia        | 0–1     | 0–0       |
| Olimpi Rustavi   | 0–3     | Astana         | 0–0     | 0–3       |
| Zeta             | 5–4     | FBK Kaunas     | 3–1     | 2–3       |
| Murata           | 1–4     | Tampere United | 1–2     | 0–2       |
| F91 Dudelange    | 5–7     | Žilina         | 1–2     | 4–5       |
| Linfield         | 0–1     | Elfsborg       | 0–0     | 0–1       |
| Derry City       | 0–2     | Pyunik         | 0–0     | 0–2       |
| Marsaxlokk       | 1–9     | Sarajevo       | 0–6     | 1–3       |
| Domžale          | 3–1     | KF Tirana      | 1–0     | 2–1       |

### Lượt đi
| Olimpi Rustavi | 0–0    | Astana |
| -------------- | ------ | ------ |
|                | Report |        |

| Khazar Lenkoran | 1–1    | Dinamo Zagreb |
| --------------- | ------ | ------------- |
| Ramazanov 58'   | Report | Etto 63'      |

| APOEL                     | 2–0    | BATE Borisov |
| ------------------------- | ------ | ------------ |
| Michael 42' · Machlas 61' | Report |              |

| Zeta                                                 | 3–1    | FBK Kaunas        |
| ---------------------------------------------------- | ------ | ----------------- |
| Korać 34' (ph.đ.) · Tumbasević 36' · Stjepanović 59' | Report | Kvaratskhelia 68' |

| Linfield | 0–0    | Elfsborg |
| -------- | ------ | -------- |
|          | Report |          |

| Murata     | 1–2    | Tampere United |
| ---------- | ------ | -------------- |
| Protti 43' | Report | Niemi 68', 88' |

| The New Saints                    | 3–2    | Ventspils       |
| --------------------------------- | ------ | --------------- |
| Wilde 14' · Baker 54' · Hogan 90' | Report | Rimkus 26', 89' |

| Pobeda | 0–1    | FC Levadia |
| ------ | ------ | ---------- |
|        | Report | Nahk 53'   |

| Sheriff Tiraspol              | 2–0    | Rànger's |
| ----------------------------- | ------ | -------- |
| Kuchuk 45+7' · Gorodetski 79' | Report |          |

| F91 Dudelange            | 1–2    | Žilina                        |
| ------------------------ | ------ | ----------------------------- |
| Di Gregorio 45+' (ph.đ.) | Report | Jež 48' (ph.đ.) · Lietava 73' |

| Marsaxlokk | 0–6    | Sarajevo                                                    |
| ---------- | ------ | ----------------------------------------------------------- |
|            | Report | Raščić 5', 9' · Obuća 20', 65' · Maksimović 42' · Bučan 87' |

| Domžale      | 1–0    | KF Tirana |
| ------------ | ------ | --------- |
| Janković 44' | Report |           |

| Derry City | 0–0    | Pyunik |
| ---------- | ------ | ------ |
|            | Report |        |

| FH                                                   | 4–1    | HB                 |
| ---------------------------------------------------- | ------ | ------------------ |
| Bjarnason 14' · Vilhjálmsson 16', 58' · Ólafsson 52' | Report | Nielsen 44' (l.n.) |

### Lượt về
| Astana                                          | 3–0    | Olimpi Rustavi |
| ----------------------------------------------- | ------ | -------------- |
| Kuchma 12' · Tlekhugov 55' · Zhalmagambetov 84' | Report |                |

Astana thắng 3–0 chung cuộc.
| BATE Borisov                                 | 3–0 (s.h.p.) | APOEL |
| -------------------------------------------- | ------------ | ----- |
| Stasevich 14' · Platonaw 74' · Bliznyuk 104' | Report       |       |

BATE thắng 3–2 chung cuộc.
| Rànger's | 0–3    | Sheriff Tiraspol                      |
| -------- | ------ | ------------------------------------- |
|          | Report | Balima 68' · Kajkut 77' · Suvorov 89' |

Sheriff Tiraspol thắng 5–0 chung cuộc.
| FBK Kaunas                                        | 3–2    | Zeta                           |
| ------------------------------------------------- | ------ | ------------------------------ |
| Beniušis 6' · Kvaratskhelia 16' · Kšanavičius 20' | Report | Stjepanović 34' · Ćetković 89' |

Zeta thắng 5–4 chung cuộc.
| Sarajevo                              | 3–1    | Marsaxlokk |
| ------------------------------------- | ------ | ---------- |
| Mešić 42' · Šaraba 60' · Turković 76' | Report | Frendo 65' |

Sarajevo thắng 9–1 chung cuộc.
| Dinamo Zagreb                             | 3–1 (s.h.p.) | Khazar Lenkoran |
| ----------------------------------------- | ------------ | --------------- |
| Vugrinec 56' · Mandžukić 99' · Tadić 116' | Report       | Juninho 16'     |

Dinamo Zagreb thắng 4–2 chung cuộc.
| Ventspils                | 2–1    | The New Saints |
| ------------------------ | ------ | -------------- |
| Ndeki 17' · Kačanovs 53' | Report | Naylor 90+2'   |

The New Saints hòa 4–4 Ventspils chung cuộc. Ventspils nhiều bàn thắng trên sân khách hơn.
| Pyunik                        | 2–0    | Derry City |
| ----------------------------- | ------ | ---------- |
| Avetisyan 28' · Ghazaryan 67' | Report |            |

Pyunik thắng 2–0 chung cuộc.
| FC Levadia | 0–0    | Pobeda |
| ---------- | ------ | ------ |
|            | Report |        |

FC Levadia thắng 1–0 chung cuộc.
| Tampere United          | 2–0    | Murata |
| ----------------------- | ------ | ------ |
| Petrescu 7' · Niemi 21' | Report |        |

Tampere United thắng 4–1 chung cuộc.
| Elfsborg        | 1–0    | Linfield |
| --------------- | ------ | -------- |
| M. Svensson 32' | Report |          |

Elfsborg thắng 1–0 chung cuộc.
| HB | 0–0    | FH |
| -- | ------ | -- |
|    | Report |    |

FH thắng 4–1 chung cuộc.
| Žilina                                                  | 5–4    | F91 Dudelange                                             |
| ------------------------------------------------------- | ------ | --------------------------------------------------------- |
| Devátý 8' · Lietava 11' · Štyvar 29', 75' · Vomáčka 66' | Report | Di Gregorio 40' · Hammami 49' · Guthleber 71' · Lukić 82' |

Žilina thắng 7–5 chung cuộc.
| KF Tirana   | 1–2    | Domžale              |
| ----------- | ------ | -------------------- |
| K. Duro 74' | Report | Ljubijankič 30', 77' |

Domžale thắng 3–1 chung cuộc.

## Vòng đấu loại thứ hai
Vòng loại thứ hai có lượt đi diễn ra vào hai ngày 31 tháng 7 và mùng 1 tháng 8, lượt về diễn ra vào các ngày mùng 7 và 8 tháng 8 năm 2007.
| Đội 1             | TTS        | Đội 2             | Lượt đi | Lượt về   |
| ----------------- | ---------- | ----------------- | ------- | --------- |
| Pyunik            | 1–4        | Shakhtar Donetsk  | 0–2     | 1–2       |
| Red Star Belgrade | 2–2 (a)    | Levadia           | 1–0     | 1–2       |
| Rangers           | 3–0        | Zeta              | 2–0     | 1–0       |
| Debrecen          | 0–1        | Elfsborg          | 0–1     | 0–0       |
| Zagłębie Lubin    | 1–3        | Steaua București  | 0–1     | 1–2       |
| Genk              | 2–2 (a)    | Sarajevo          | 1–2     | 1–0       |
| Ventspils         | 0–7        | Red Bull Salzburg | 0–3     | 0–4       |
| Astana            | 2–10       | Rosenborg         | 1–3     | 1–7       |
| FH                | 2–4        | BATE Borisov      | 1–3     | 1–1       |
| Copenhagen        | 2–1        | Beitar Jerusalem  | 1–0     | 1–1 (aet) |
| Žilina            | 0–0 (3–4p) | Slavia Prague     | 0–0     | 0–0 (aet) |
| Tampere United    | 2–0        | Levski Sofia      | 1–0     | 1–0       |
| Domžale           | 2–5        | Dinamo Zagreb     | 1–2     | 1–3       |
| Beşiktaş          | 4–0        | Sheriff Tiraspol  | 1–0     | 3–0       |

### Lượt đi
| Pyunik | 0–2    | Shakhtar Donetsk          |
| ------ | ------ | ------------------------- |
|        | Report | Gladkiy 45' · Brandão 48' |

| Tampere United | 1–0    | Levski Sofia |
| -------------- | ------ | ------------ |
| Petrescu 15'   | Report |              |

| Copenhagen | 1–0    | Beitar Jerusalem |
| ---------- | ------ | ---------------- |
| Allbäck 9' | Report |                  |

| Genk         | 1–2    | Sarajevo                     |
| ------------ | ------ | ---------------------------- |
| Cornelis 28' | Report | Raščić 15' · Muharemović 86' |

| Debrecen | 0–1    | Elfsborg    |
| -------- | ------ | ----------- |
|          | Report | Mobaeck 65' |

| Zagłębie Lubin | 0–1    | Steaua București |
| -------------- | ------ | ---------------- |
|                | Report | Goian 55'        |

| Rangers                  | 2–0    | Zeta |
| ------------------------ | ------ | ---- |
| Weir 55' · McCulloch 73' | Report |      |

| Astana     | 1–3    | Rosenborg                  |
| ---------- | ------ | -------------------------- |
| Kuchna 30' | Report | Koné 6', 67' · Iversen 63' |

| Ventspils | 0–3    | Red Bull Salzburg               |
| --------- | ------ | ------------------------------- |
|           | Report | Aufhauser 20', 27', 83' (ph.đ.) |

| Beşiktaş            | 1–0    | Sheriff Tiraspol |
| ------------------- | ------ | ---------------- |
| İbrahim Toraman 73' | Report |                  |

| Žilina | 0–0    | Slavia Prague |
| ------ | ------ | ------------- |
|        | Report |               |

| Red Star Belgrade | 1–0    | Levadia |
| ----------------- | ------ | ------- |
| Koroman 35'       | Report |         |

| Domžale    | 1–2    | Dinamo Zagreb                  |
| ---------- | ------ | ------------------------------ |
| Žeželj 87' | Report | Šokota 7' · Modrić 50' (ph.đ.) |

| FH          | 1–3    | BATE Borisov                                   |
| ----------- | ------ | ---------------------------------------------- |
| Ólafsson 4' | Report | Likhtarovich 31' · Rodionov 50' · Bliznyuk 61' |

### Lượt về
| Levski Sofia | 0–1    | Tampere United |
| ------------ | ------ | -------------- |
|              | Report | Niemi 40'      |

Tampere United thắng 2–0 chung cuộc.
| Zeta | 0–1    | Rangers     |
| ---- | ------ | ----------- |
|      | Report | Beasley 81' |

Rangers thắng 3-0 chung cuộc.'
| Dinamo Zagreb                           | 3–1    | Domžale    |
| --------------------------------------- | ------ | ---------- |
| Vukojević 18' · Šokota 22' · Sammir 60' | Report | Zahora 27' |

Dinamo Zagreb thắng 5–2 chung cuộc.'
| Beitar Jerusalem | 1–1 (s.h.p.) | Copenhagen  |
| ---------------- | ------------ | ----------- |
| Yitzhaki 60'     | Report       | Allbäck 97' |

Copenhagen thắng 2-1 chung cuộc.
| Levadia              | 2–1    | Red Star Belgrade |
| -------------------- | ------ | ----------------- |
| Malov 43' · Nahk 67' | Report | Burzanović 37'    |

Red Star Belgrade hòa 2–2 Levadia chung cuộc. Red Star Belgrade nhiều bàn thắng sân khách hơn.
| BATE Borisov      | 1–1    | FH                         |
| ----------------- | ------ | -------------------------- |
| D. Platonaw 90+3' | Report | T. Guðmundsson 33' (ph.đ.) |

BATE thắng 4–2 chung cuộc.'
| Shakhtar Donetsk          | 2–1    | Pyunik        |
| ------------------------- | ------ | ------------- |
| Brandão 40' · Gladkiy 49' | Report | Ghazaryan 31' |

Shakhtar Donetsk thắng 4-1 chung cuộc.'
| Elfsborg | 0–0    | Debrecen |
| -------- | ------ | -------- |
|          | Report |          |

Elfsborg thắng 1-0 chung cuộc.'
| Sheriff Tiraspol | 0–3    | Beşiktaş                  |
| ---------------- | ------ | ------------------------- |
|                  | Report | Bobô 58', 69' · Koray 90' |

Beşiktaş thắng 4–0 chung cuộc.'
| Steaua București           | 2–1    | Zagłębie Lubin |
| -------------------------- | ------ | -------------- |
| Nicoliţă 37' · Zaharia 83' | Report | Stasiak 29'    |

Steaua thắng 3-1 chung cuộc.'
| Sarajevo | 0–1    | Genk        |
| -------- | ------ | ----------- |
|          | Report | Mikulić 58' |

Genk hòa 2–2 Sarajevo chung cuộc. Sarajevo có nhiều bàn thắng sân khách hơn.
| Red Bull Salzburg                                   | 4–0    | Ventspils |
| --------------------------------------------------- | ------ | --------- |
| Aufhauser 9' · Dudić 48' · Ilić 77' · Leitgeb 90+2' | Report |           |

Red Bull Salzburg thắng 7–0 chung cuộc.
| Rosenborg                                                     | 7–1    | Astana      |
| ------------------------------------------------------------- | ------ | ----------- |
| Koné 1', 33' · Iversen 7' · Traoré 17', 50', 53' · Sapara 62' | Report | Suchkov 22' |

Rosenborg thắng 10–2 chung cuộc.
| Slavia Prague                                       | 0–0 (s.h.p.) | Žilina                                             |
| --------------------------------------------------- | ------------ | -------------------------------------------------- |
|                                                     | Report       |                                                    |
| Loạt sút luân lưu                                   |              |                                                    |
| Volešák · Tavares · Krajčík · Suchý · Necid · Vlček | 4– 3         | Štrba · Štyvar · Jež · Vladavić · Devátý · Vomáčka |

Slavia Prague hòa 0–0 Žilina chung cuộc. Slavia Prague chiến thắng 4–3 trên loạt sút luân lưu 11m.

## Vòng loại thứ ba
Lễ bốc thăm được tổ chức vào thứ 6 ngày 3 tháng 8 năm 2007 tại Nyon, Thụy Sĩ. Lễ bốc thăm đã được tiến hành bởi Tổng thư ký UEFA ông David Taylor và Giám đốc bóng đá chuyên nghiệp của UEFA ông Michele Centenaro. Vòng loại thứ ba có lượt đi diễn ra vào hai ngày 14 và 15 tháng 8, lượt về diễn ra vào các ngày 28 và 29 tháng 8 năm 2007. Các đội chiến thắng tại vòng này sẽ giành quyền tham dự vòng bảng, các đội thua sẽ tham dự Cúp UEFA. Do cái chết của Antonio Puerta, nên lượt về trận đấu giữa Sevilla và AEK Athens được hoãn cho đến 3 tháng 9.
| Đội 1             | TTS        | Đội 2             | Lượt đi | Lượt về   |
| ----------------- | ---------- | ----------------- | ------- | --------- |
| BATE Borisov      | 2–4        | Steaua București  | 2–2     | 0–2       |
| Tampere United    | 0–5        | Rosenborg         | 0–3     | 0–2       |
| Spartak Moscow    | 2–2 (3–4p) | Celtic            | 1–1     | 1–1 (aet) |
| Werder Bremen     | 5–3        | Dinamo Zagreb     | 2–1     | 3–2       |
| Red Bull Salzburg | 2–3        | Shakhtar Donetsk  | 1–0     | 1–3       |
| Ajax              | 1–3        | Slavia Prague     | 0–1     | 1–2       |
| Valencia          | 5–1        | Elfsborg          | 3–0     | 2–1       |
| Sarajevo          | 0–4        | Dynamo Kyiv       | 0–1     | 0–3       |
| Fenerbahçe        | 3–0        | Anderlecht        | 1–0     | 2–0       |
| Rangers           | 1–0        | Red Star Belgrade | 1–0     | 0–0       |
| Toulouse          | 0–5        | Liverpool         | 0–1     | 0–4       |
| Benfica           | 3–1        | Copenhagen        | 2–1     | 1–0       |
| Lazio             | 4–2        | Dinamo București  | 1–1     | 3–1       |
| Sparta Prague     | 0–5        | Arsenal           | 0–2     | 0–3       |
| Zürich            | 1–3        | Beşiktaş          | 1–1     | 0–2       |
| Sevilla           | 6–1        | AEK Athens        | 2–0     | 4–1       |

### Lượt đi
| Lazio         | 1–1    | Dinamo București |
| ------------- | ------ | ---------------- |
| Mutarelli 54' | Report | Dănciulescu 22'  |

| Rangers  | 1–0    | Red Star Belgrade |
| -------- | ------ | ----------------- |
| Novo 90' | Report |                   |

| Benfica            | 2–1    | Copenhagen     |
| ------------------ | ------ | -------------- |
| Rui Costa 25', 85' | Report | Hutchinson 35' |

| Valencia                               | 3–0    | Elfsborg |
| -------------------------------------- | ------ | -------- |
| Vicente 6' · Silva 58' · Morientes 70' | Report |          |

| Toulouse | 0–1    | Liverpool   |
| -------- | ------ | ----------- |
|          | Report | Voronin 43' |

| Tampere United | 0–3    | Rosenborg                    |
| -------------- | ------ | ---------------------------- |
|                | Report | Koppinen 19' · Koné 20', 81' |

| Spartak Moscow   | 1–1    | Celtic      |
| ---------------- | ------ | ----------- |
| Pavlyuchenko 42' | Report | Hartley 21' |

| BATE Borisov                 | 2–2    | Steaua București     |
| ---------------------------- | ------ | -------------------- |
| Radzkow 39' · Bliznyuk 90+2' | Report | Goian 60' · Dică 85' |

| Sarajevo | 0–1    | Dynamo Kyiv   |
| -------- | ------ | ------------- |
|          | Report | Shatskikh 13' |

| Fenerbahçe | 1–0    | Anderlecht |
| ---------- | ------ | ---------- |
| Alex 32'   | Report |            |

| Zürich         | 1–1    | Beşiktaş   |
| -------------- | ------ | ---------- |
| Alphonse 90+7' | Report | Delgado 3' |

| Werder Bremen            | 2–1    | Dinamo Zagreb |
| ------------------------ | ------ | ------------- |
| Almeida 46' · Jensen 85' | Report | Balaban 45+1' |

| Red Bull Salzburg   | 1–0    | Shakhtar Donetsk |
| ------------------- | ------ | ---------------- |
| Zickler 10' (ph.đ.) | Report |                  |

| Ajax | 0–1    | Slavia Prague        |
| ---- | ------ | -------------------- |
|      | Report | Kalivoda 75' (ph.đ.) |

| Sparta Prague | 0–2    | Arsenal                   |
| ------------- | ------ | ------------------------- |
|               | Report | Fàbregas 72' · Hleb 90+2' |

| Sevilla                        | 2–0    | AEK Athens |
| ------------------------------ | ------ | ---------- |
| Luís Fabiano 48' · Kanouté 67' | Report |            |

### Lượt về
| Red Star Belgrade | 0–0    | Rangers |
| ----------------- | ------ | ------- |
|                   | Report |         |

Rangers thắng 1-0 chung cuộc.
| Dinamo București | 1–3    | Lazio                                |
| ---------------- | ------ | ------------------------------------ |
| Bratu 27'        | Report | Rocchi 47' (ph.đ.), 66' · Pandev 53' |

Lazio thắng 4–2 chung cuộc.
| Liverpool                                 | 4–0    | Toulouse |
| ----------------------------------------- | ------ | -------- |
| Crouch 19' · Hyypiä 49' · Kuyt 87', 90+1' | Report |          |

Liverpool thắng 5-0 chung cuộc.
| Shakhtar Donetsk                                  | 3–1    | Red Bull Salzburg |
| ------------------------------------------------- | ------ | ----------------- |
| Lucarelli 9' · Castillo 79' (ph.đ.) · Brandão 87' | Report | Meyer 5'          |

Shakhtar Donetsk thắng 3–2 chung cuộc.
| Dynamo Kyiv                                               | 3–0    | Sarajevo |
| --------------------------------------------------------- | ------ | -------- |
| Bangoura 3' · Milošević 75' (l.n.) · Rebrov 90+2' (ph.đ.) | Report |          |

Dynamo Kyiv thắng 4-0 chung cuộc.
| Beşiktaş         | 2–0    | Zürich |
| ---------------- | ------ | ------ |
| Delgado 56', 64' | Report |        |

Beşiktaş thắng 3-1 chung cuộc.
| Steaua București        | 2–0    | BATE Borisov |
| ----------------------- | ------ | ------------ |
| Zaharia 12' · Neaga 54' | Report |              |

Steaua București thắng 4–2 chung cuộc.
| Dinamo Zagreb                      | 2–3    | Werder Bremen                               |
| ---------------------------------- | ------ | ------------------------------------------- |
| Vukojević 21' · Modrić 40' (ph.đ.) | Report | Diego 15' (ph.đ.), 70' (ph.đ.) · Sanogo 38' |

Werder Bremen thắng 5-3 chung cuộc.
| Slavia Prague  | 2–1    | Ajax       |
| -------------- | ------ | ---------- |
| Vlček 23', 87' | Report | Suárez 34' |

Slavia Prague thắng 3-1 chung cuộc.
| Anderlecht | 0–2    | Fenerbahçe           |
| ---------- | ------ | -------------------- |
|            | Report | Kežman 4' · Alex 73' |

Fenerbahçe thắng 3-0 chung cuộc.
| Celtic                                                            | 1–1 (s.h.p.) | Spartak Moscow                                       |
| ----------------------------------------------------------------- | ------------ | ---------------------------------------------------- |
| McDonald 27'                                                      | Report       | Pavlyuchenko 45'                                     |
| Loạt sút luân lưu                                                 |              |                                                      |
| Caldwell · Nakamura · Vennegoor of Hesselink · Riordan · Żurawski | 4–3          | Mozart · Titov · Pavlyuchenko · Șoavă · Kalynychenko |

Celtic hòa 2–2 Spartak Moscow chung cuộc. Celtic thắng 4–3 trên chấm luân lưu 11m.
| Elfsborg          | 1–2    | Valencia                |
| ----------------- | ------ | ----------------------- |
| Alexandersson 31' | Report | Helguera 4' · Villa 90' |

Valencia thắng 15-1 chung cuộc.
| Copenhagen | 0–1    | Benfica         |
| ---------- | ------ | --------------- |
|            | Report | Katsouranis 17' |

Benfica thắng 3-1 chung cuộc.
| Arsenal                                 | 3–0    | Sparta Prague |
| --------------------------------------- | ------ | ------------- |
| Rosický 7' · Fàbregas 82' · Eduardo 89' | Report |               |

Arsenal thắng 5-0 chung cuộc.
| Rosenborg                 | 2–0    | Tampere United |
| ------------------------- | ------ | -------------- |
| Sapara 45' · Ya Konan 48' | Report |                |

Rosenborg thắng 5-0 chung cuộc.
| AEK Athens          | 1–4    | Sevilla                                                   |
| ------------------- | ------ | --------------------------------------------------------- |
| Rivaldo 82' (ph.đ.) | Report | Luís Fabiano 31' (ph.đ.), 45' · Keita 40' · Kerzhakov 53' |

Sevilla thắng 6-1 chung cuộc.